# Санде, Эмели
Аде́ль Э́мели Санде́ (англ. Adele Emeli Sande; род. 10 марта 1987, Алфорд, Шотландия) — шотландская певица и автор песен. Санде впервые стала известна в глазах общественности после того, как записала трек «Diamond Rings» с рэпером Chipmunk. Она писала песни для многих артистов, в том числе Шер Ллойд, Parade, Сьюзан Бойл, Габриэль, Preeya Kalidas, Леона Льюис, Алиша Диксон, Шерил Коул,Тайни Темпа и Mutya Keisha Siobhan.
В 2010 году она подписала издательский контракт с EMI Music Publishing. Позже Санде подписала контракт с лейблом Virgin Records. Санде записала свой дебютный сингл «Heaven» в августе 2011 года. Она выпустила свой дебютный альбом «Our Version Of Events» в феврале 2012 года, ставший номер один в Великобритании. В 2012 году Санде выступала на обеих церемониях открытия и закрытия Олимпийских игр в Лондоне.

## Юность
Эмели Санде родилась 10 марта 1987 года в городе Сандерленд. По происхождению мулатка: её отец Джоэль родился в Замбии, мать Диана — в Англии.
В возрасте 11 лет, когда Санде училась в начальных классах, она написала свою первую песню для конкурса школьных талантов, которая называлась «Tomorrow Starts Again».
«Это был первый раз, когда я подумала, что могу стать автором песен. Я всегда знала, что хочу заниматься музыкой, и я знала, о чем хочу написать. Да и потом, у меня никогда не было желания петь чужие песни.»
 В 15 лет её пригласили в Лондон Choice FM для того, чтобы принять участие в конкурсе «Rapology». Девушку заметил Richard Blackwood, ведущий MTV, пригласив её в студию своей программы.
Но после окончания школы, она поступила в университет Глазго и получила медицинскую степень в неврологии.
«Образование очень важно для меня. Если моя музыкальная карьера не удастся, у меня останется медицинское образование, а значит, мне будет куда возвращаться».

## Карьера

### 2008—2010: начало карьеры
Сестра Санде сняла на видео, как она играет на пианино и поет одну из своих любимых песен «Nasty Little Lady». Они отослали клип на BBC Тревору Нельсону, где проходил городской музыкальный конкурс. Санде выиграла конкурс, и ей предложили контракт на запись, но руководство студии, узнав о том, что девушка пришла к ним по итогам конкурса, отказалось от сделки. Её родители отправили CD диск с её песнями на радиостанцию BBC Radio 1. После этого Санде заметил Шахид Хан, более известный, как Naughty Boy — музыкальный продюсер и сценарист, который ранее работал c Ms. Dynamite и Bashy, они начали писать треки для таких артистов как, Алиша Диксон, Chipmunk, Professor Green, Девлин, Preeya Kalidas, Шерил Коул и Тайни Темпа. Вскоре Санде подписала контракты с лейбломи Virgin Records и EMI Records. В начале 2011 года она подписала другой контракт с EMI Records. Санде дебютировала как певица в 2009 году, после этого она написала для Chipmunk первый дебютный сингл «Diamond Rings», занявший шестую позицию на UK Singles Chart. В 2010 году Санде вместе с рэпером Уайли выпускают сингл «Never Be Your Woman», который так же входит в Топ-10 и занимает восьмую позицию на UK Singles Chart. Санде объявила об изменении своего имени на Emeli в связи с растущей популярностью другой английской певицы Адель.

### 2011—2013: Международный прорыв и «Our Version Of Events»
14 августа 2011 года был выпущен первый официальный сингл «Heaven» с её дебютного альбома. Песня получила много положительных отзывов. Позже Санде подтвердила, что песня «Daddy» станет вторым официальным синглом. 15 декабря 2011 года Санде стала лауреатом премии BRIT Awards 2012 года в номинации «Выбор критиков». Её дебютный альбом «Our Version Of Events» стал первым в Великобритании сразу после его выпуска в феврале 2012 года. Альбом был высоко оценён музыкальными критиками. В большинстве своем он включает в себя песни, написанные самой Эмели.
27 июля 2012 года Санде исполнила гимн «Abide with Me» на церемонии открытия Летних Олимпийских игр 2012 года. 12 августа 2012 года она исполнила песню «Read All About It (Part III)» на церемонии закрытия Летних Олимпийских игр 2012 года, в то время как позади нее был показан видеоролик, в котором были собраны самые важные моменты игр. Санде является лауреатом премии «European Border Breakers Awards 2013».
Она получила две премии BRIT 2013 awards в номинациях «Лучшая британка» и «Лучший британский альбом». В январе 2013 года стало известно, что Элла Хендерсон будет работать с Санде над своим дебютным альбомом.

### 2013: второй студийный альбом
В мае 2013 года Санде выступила в Белом доме в Вашингтоне. С июня она пишет музыку для второго студийного альбома, выпуск которого намечен на лето 2014 года. Она уже написала несколько песен, таких как, «Pluto» (с Naughty Boy), «Enough», «Call Me What You Like», «You and Me» и «This Much Is True», которые были написаны для её мужа, Адама. Во время летнего тура по США в июле 2013 года Эмели выступила с песнями «Free» c дебютного альбома «Home» группы «Rudimental» и «Lifted» с альбома «Hotel Cabana» Naughty Boy, а также c новой песней «Who Needs The World», которая является названием будущего мини-альбома Санде, который будет выпущен осенью.
Благодаря своему мировому успеху, особенно в Великобритании и США, Санде присутствовала во многих социальных кампаниях. Будь то выступления на концертах по сбору средств или ее собственные кампании. Она имела честь выступить на мероприятии, посвященному Фонду Элтона Джона по борьбе со СПИДом в 2013 году и продемонстрировала свою поддержку в сборе средств и повышении осведомленности о проблеме ВИЧ/СПИДа в мире. Она также является лицом благотворительной кампании «Fashion Targets Breast Cancer», которая нацелена на финансирование борьбы с раком молочной железы.
В 2013 году Санде рассказала, что работает над своим вторым студийным альбомом, который должен был выйти в 2016 году. 15 ноября 2014 года она присоединилась к благотворительной группе Band Aid 30 вместе с другими британскими и ирландскими исполнителями, записав последнюю версию трека «Do They Know It's Christmas?» в студии Sarm West в Ноттинг-Хилле, Лондон, чтобы собрать деньги на борьбу с Эболой в Западной Африке в 2014 году.
25 августа 2016 года Санде выложила в своих социальных сетях сингл из предстоящего альбома под названием «Intermission». После ряда тизеров было объявлено, что песня «Hurts» выйдет 16 сентября в качестве ведущего сингла.
15 сентября она объявила в своих социальных сетях, что ее новый альбом будет называться «Long Live The Angels» и выйдет 11 ноября 2016 года. Альбом дебютировал на 2-м месте в «UK album chart». В следующем году Санде отправилась в тур «Long Live The Angels».
В 2017 году она победила в номинации «Лучшая британская соло-исполнительница» на церемонии Brit Awards. 2 октября 2017 года Санде также была награждена премией BASCA Gold Badge award за уникальный вклад в музыку.

### 2019—настоящее время: третий альбом «Real Life»
12 апреля 2019 года Санде объявила о выпуске третьего альбома «Real Life».
23 мая 2019 года сингл «Extraordinary Being» вошел в саундтрек к фильму «Люди Икс: Тёмный Феникс».
13 сентября 2019 года Санде выпустила свой третий студийный альбом «Real Life».

## Написание песен
Работая над своим дебютным альбомом, Санде начала сотрудничать с хип-хоп исполнителем, Тайни Темпа. Она является соавтором сингла «Let Go». Санде также начала работать с Девлином после записи песни под названием «Dreamer». Позже выяснилось, что Санде будет работать с Алишой Диксон над её новым альбомом «The Entertainer». Она является соавтором хита «Radio» вместе с Шахидом Ханом, соавтором треков Шерил Коул и Professor Green, с которым спела дуэтом.
Саймон Коуэлл назвал Санде своим любимым автором песен на данный момент, в связи с написанием песен для Леоны Льюис и Сьюзан Бойл. Санде говорила в одном интервью, что очень хотела бы встретиться с Бойл после написания песен для неё: «Я не встречалась с ней ещё. Я просто отослала ей песни. Мне бы очень хотелось встретиться с ней, потому что я думаю, что она является чем-то вроде рок-звезды». Одна песня, которая была совместно написана Санде вместе с Бойл появится в её новом альбомом под названием «This Will Be The Year». «Леона слышала только пару песен, так что нам пришлось неделю провести в студии. Леона и я очень хорошо поработали. Тогда у нас была ещё неделя впереди. Это было очень естественно. Она записала песни «Trouble» и «Mountaine», так что я с нетерпением ожидаю услышать их в альбоме» — рассказывала Санде. В октябре 2011 года был выпущен первый сингл с альбома «At Your Inconvenience» Professor Green под названием «Read All About It». Пара также исполнила эту песню на шоу X Factor. На Санде повлияла музыка Нины Симон , Джони Митчелл и Лорин Хилл. Санде сказала, что ключом к хорошей песне является «честность» и «сырые эмоции», и если она пытается записать что-либо «умными фразами», то ничего не получается. «Kill Boy» была одной из первых идей, которые пришли к ней в голову. Санде также говорила, что если она работает над песней дольше, чем один день, то больше не возвращается к ней, потому что, как она сказала, больше не будет работать. Она также добавила, что идея для песни должна быть почти мгновенной.

## Личная жизнь
В январе 2012 года Санде подтвердила, что она помолвлена. Её избранником оказался морской биолог, Адам Гурэгуин. Пара поженилась 15 сентября 2012 года на родине Адама, в Черногории. В ноябре 2014 года Санде сообщила, что они развелись после двух лет брака.

## Дискография

### Альбомы
- Our Version Of Events (2012)
- Live at the Royal Albert Hall (2013)
- Long Live the Angels (2016)

### Синглы
Hurts (2016)

## Музыкальные видео
| Год  | Название                 | Артист                                  | Режиссёр         |
| ---- | ------------------------ | --------------------------------------- | ---------------- |
| 2010 | «Never Be Your Woman»    | Wiley (featuring Emeli Sandé)           | н/д              |
| 2011 | «Heaven»                 | Emeli Sandé                             | Jake Nava        |
| 2011 | «Read All About It»      | Professor Green (featuring Emeli Sandé) | Henry Scholfield |
| 2011 | «Daddy»                  | Emeli Sandé                             | AG Rojas         |
| 2012 | «Next to Me»             | Emeli Sandé                             | Chris Mehling    |
| 2012 | «My Kind of Love»        | Emeli Sandé                             | Chris Mehling    |
| 2012 | «Imagine»                | Emeli Sandé                             | Chris Mehling    |
| 2012 | «Wonder»                 | Naughty Boy (featuring Emeli Sandé)     | Chris Mehling    |
| 2012 | «Beneath Your Beautiful» | Labrinth (featuring Emeli Sandé)        | TBA              |
| 2012 | «Clown»                  | Emeli Sandé                             | Chris Mehling    |